# Bludy (přírodní rezervace)
Bludy byla přírodní rezervace ev. č. 821 v katastru vsi Lovčice, poblíž hospodářského dvora Bludy. Oblast spravovala Agentura ochrany přírody a krajiny ČR.
Důvodem ochrany byla významná lokalita suchomilné květeny, přírodní rezervace byla zrušena k 10. dubnu 2007. Část přírodní rezervace byla začleněna do národní přírodní rezervace Kněžičky a na části vzniklo pole.